# Estany d'Aude
L'Estany d'Aude és un estany del terme comunal dels Angles, a la comarca del Capcir, de la Catalunya del Nord.
Està situat a 2.135,4 metres d'altitud sobre el nivell del mar, té una superfície d'uns 0,29 km².
El riu Aude neix en aquest estany.